# Herpesvirus boví de tipus 1
L'Herpesvirus boví de tipus 1 (també conegut com a BHV-1) pertany a la família Herpesviridae, a la subfamília alphaherpesvirus i finalment al gènere varicellovirus. És una de les principals causes de l'avortament en vaques, sobretot a la fertilitat i a les fases finals de la gestació, i en malalties del tracte respiratori. Per això, és de gran importància la seva vacunació

## Introducció

### Descripció
Els herpesvirus són virus d'entre 150 i 200 nm amb un ADN de doble cadena lineal, el qual està embolcallat en una càpsida de forma icosaèdrica d'uns 100 nm de diàmetre formada per 162 capsòmers. Aquesta càpsidae té una coberta externa que conté a la seva superfície les espícules de glicoproteïnes virals.
Gràcies a la demostració de deferències de polipèptids i glicoproteïnes, per anàlisis antigèniques i genòmiques, l'herpervirus boví de tipus 1 es pot classificar en tres subtipus diferents:
- Subtipus 1.1 (BHV-1.1), causant de l'afectació respiratòria de la malaltia, presenta una alta virulència i una disseminació més eficaç que els altres.
- Subtipus 1.2 (BHV-1.2), que a la vegada es divideix en dos subtipus més: 1.2a i 1.2b, està associat tant als signes respiratoris com als genitals de la infecció. La patogenicitat de 1.2a sobre el tracte respiratori és semblant a la del 1.1. En canvi, el subtipus 1.2b es considera menys perjudicial respecte als efectes respiratoris que el 1.1 i, a diferència del 1.2a, no té relació amb l'avortament.
- Subtipus 1.3 (BHV-1.3), actualment classificat com a herpesvirus boví de tipus 5, també es subdivideix de forma semblant en a i b i està relacionat amb símptomes neurològics. Destaca la capacitat de promoure encefalitis.

### Història
Durant el segle xix, Büccher i Trommsdorf descriuen a Alemanya la Bläschenausschlag (exantema vesicular coital, en alemany), una malaltia del bestiar boví probablement causada per BHV-1. El 1928, Reisinger i Reimann van demostrar-ne l'etiologia viral, la qual mostrava la transmissió per un agent filtrable. Les manifestacions de la infecció de BHV -1 es coneixien com a vulvovaginitis pustular infecciosa (IPV) en vaques i balanopostitis pustular infecciosa (IPB) en els toros, i es van limitar als òrgans genitals fins a principis dels anys cinquanta. En aquest moment, van sorgir en corrals d'engreix nord-americans manifestacions en les vies respiratòries. Aquesta infecció es va anomenar rinotraqueitis infecciosa bovina (IBR). L'IBR es va estendre ràpidament des de les granges de llet americanes cap Europa.

### Distribució
Es tracta d'un patogen escampat per tot el món. A nivell de cada regió, però, hi ha variacions amb relació a la situació geogràfica i segons els mètodes de maneigs aplicats a les explotacions. En les regions més importants de producció del sector boví, les proves per a la detecció i control del virus permeten determinar la distribució en relació al subtipus que hi predomina. El subtipus 1.1 és predominant tant al continent europeu com a l'americà. El 1.2a és comú a l'Amèrica del Sud, però des dels anys 70 no és habitual a Europa. I el 1.2b ha estat detectat a Austràlia i Europa.

## Replicació
La replicació de l'Herpesvirus boví de tipus 1 es produeix a les cèl·lules epitelials del tracte respiratori i reproductor, i s'inicia dues hores després de la infecció. Al començar el cicle de multiplicació, el virus s'adhereix als receptors de la superfície de les cèl·lules hostes, gràcies a les glicoproteïnes de l'embolcall gB, gC i gD. Aquests receptors són proteoglicans de heparan sulfat. La nucleocàpsida penetra al citoplasma mitjançant la fusió de l'embolcall amb la membrana cel·lular o a través de vacuols fagocítics. El complex ADN-proteïna és alliberat de la nucleocàpsida i entra al nucli. Tot seguit, s'atura la síntesi macromolecular de la cèl·lula hoste i es produeix la replicació de l'ADN víric. El genoma de l'herpesvirus només codifica proteïnes essencials en la replicació viral, la resta és adquirit de la cèl·lula hoste. L'ADN sintetitzat s'introdueix a les càpsides i el virus obté l'embolcall a mesura que passa la membrana nuclear. El virió madur s'acumula en vacúols al citoplasma i és alliberat per exocitosi, citòlisi o passa d'una cèl·lula a una altra a través dels ponts intercel·lulars.

## Transmissió
BHV-1 es transmet fàcilment de forma directa per contacte amb animals infectats, ja que una gran quantitat de virus es dissemina a partir de secrecions respiratòries, oculars i del tracte reproductiu. A més, i de manera indirecta, el virus es transmet a través de persones o equips. Unes altres fonts importants de disseminació són el semen i la transferència embrionària (durant la munta natural o la inseminació artificial). El bestiar és l'única font significativa de disseminació viral i, encara que també altres espècies, com els remugants (caprins i ovins) i els suids (porcs), poden ser infectades, aquestes probablement no contribueixen a la dispersió del virus. Així doncs, tot i que el boví és el principal reservori del virus, altres espècies són susceptibles de l'BHV-1.

## Latència
El BHV-1 sobreviu a la natura per dos esdeveniments fonamentals: la infecció de la població de bovins susceptibles i la inducció de latència en aquests, és a dir, la persistència del genoma viral en l'organisme de l'hoste en absència del virus infecciós. Després de la infecció primària, el virus estableix infecció latent en les neurones sensorials del gangli trigemin, sacre i fins i tot en les tonsil·les. En primer lloc, el BHV-1 entra pel nas de l'animal i es replica en les membranes de la mucosa del tracte respiratori superior i a les tonsil·les. Més endavant, es desplaça a través de terminacions nervioses fins a arribar al gangli trigemin. Pel que fa a la infecció genital, es replica a la membrana mucosa de la vagina o prepuci, i es fa latent en el gangli sacre.
El virus pot ser reactivat sota condicions d'estrès. Aquesta reactivació pot ocórrer o ser induïda per estímuls naturals o artificials com el part, el transport dels animals, tractaments immunosupressors amb corticoides, superinfeccions amb altres virus o microorganismes, irradiació ultraviolada i tractaments amb ciclofosfoamida. Els bovins latents infectats, que són asimptomàtics, constitueixen el reservori més important, ja que poden excretar virus de manera intermitent a l'ambient, cosa que constitueix una font d'infecció per als animals sans susceptibles.

## Signes clínics
S'han descrit per BHV-1 una àmplia varietat de signes clínics a conseqüència de la seva acció sobre els sistemes respiratori, genital, digestiu i nerviós.

### Signes respiratoris
La forma respiratòria del virus BHV-1 és la malaltia IBR (Rinotraqueitis Infecciosa Bovina), que presenta una elevada morbiditat i està caracteritzada pels següents signes clínics: febre i depressió general, afeccció del tracte respiratori superior amb descàrrega nasal abundant, dificultat respiratòria, excés de salivació i, a vegades, conjuntivitis uni o bilateral.

### Signes reproductius
La forma genital en les vaques produeix IPV (Vulvovaginitispustular infecciosa) i en els toros IPB (Balanopostitispustular infecciosa). Es caracteritzen per enrogiment, edema amb petites pústules que deixen una zona erosionada i, per acabar, secrecions mucopurulentes abundants que es donen tant a la mucosa de la vulva com a la del penis. A més, es poden donar casos d'avortament en femelles gestants.

### Signes digestius
La forma digestiva de la malaltia afecta vedells d'una a tres setmanes. Els signes característics són els següents: febre, diarrea i aparició de lesions necròtiques a la mucosa del tracte digestiu. A més, la gastroenteritis es pot donar en bestiar adult.

### Signes nerviosos
Els signes neurològics es caracteritzen per depressió, anorèxia, ptialisme, amaurosi, incoordinació, tremolor muscular, ceguesa i, eventualment, la mort. A més, en molts casos s'observen diagnòstics de meningoencefalitis.

## Resposta immunitària
El sistema immunitari s'activa i inicia la resposta des de la replicació del virus.

### Resposta immunitària inespecífica
La primera resposta davant la infecció de l'herpesvirus són les reaccions inflamatòries i cel·lulars no específiques. Seguidament, en la immunitat innata, es produeix l'activació del sistema del complement. L'interferó tipus 1 apareix a les secrecions nasals i vaginals quan l'animal es troba exposat a la infecció del virus. En els estadis inicials, una producció ràpida de l'interferó pot ser important pel que fa a la protecció local. Tot i ser-ne un fort inductor de l'BHV-1 no és tan susceptible com altres virus. Amb l'activació d'aquesta resposta es genera l'excitació i reclutament de diverses cèl·lules del sistema immunitari com macròfags, neutròfils polimorfonuclears i limfòcits granulars de mida gran. Aquests últims actuaran com a cèl·lules NK. És per això que el nombre d'aquestes cèl·lules es veu incrementat. Tots aquests efectors activats permetran la primera acció antiviral a través de la secreció de citocines en la zona infectada i l'eliminació de les cèl·lules infectades. A la vegada seran essecials per a l'inici i la regulació de la resposta immunitària específica. Cal destacar que estudis in vitro han permès veure que aquest virus pot alterar la funcionalitat dels macròfags alveolars, observació que es veu reforçada amb els quadres respiratoris característics de la seva infecció.

### Resposta immunitària específica
La immunitat adaptativa humoral es dona set dies després de la infecció. Els anticossos neutralitzants produïts són específics per a les glicoproteïnes de l'embolcall del virus. Si bé, a llarg termini, la seva presència és important, la funció per impedir la propagació del virus en la infecció primària es veu truncada per les tàctiques per evitar-los que pot efectuar el virus, les quals s'explicaran més endavant. Tot i això intervenen, de forma òbvia, en l'acció contra la infecció: neutralitzen les partícules de virus lliures, prevenen la disseminació per via extracel·lular i intervenen en la citotoxicitat segons l'anticòs de les cèl·lules. La seva resposta és de vital importància en la prevenció d'una infecció secundària i en el límit de les conseqüències de la reactivació del virus.

### Immunitat produïda per cèl·lules (IMC) i immunoreguladors
Aquesta resposta (detectable des del cinquè dia després de la contaminació) engloba diversos processos, com la proliferació de limfòcits TCD4+ específics per a gC i gD (presents a l'embolcall del virus) que intervenen en la lisi de les cèl·lules infectades amb l'estimulació de macròfags i les cèl·lules NK (aquestes últimes per la proliferació induïda de limfòcits T citotòxics), que duen a terme aquesta destrucció. Aquesta activació ve donada per la producció interleucina-2 (IL-2) i interferó-γ (IFN-γ). És important conèixer que les característiques particulars de l'herpesvirus boví impossibiliten que el sistema immunitari pugui dur a terme la seva completa eliminació, fet que incideix totalment en la presentació, evolució i transmissió de la malaltia.

### Estratègies d'evasió a la immunitat
Els bovins, després d'una infecció primària, són capaços de crear una resposta eficaç que molts cops permet una recuperació i un interrupció de l'expulsió de virus. És estrany, doncs, parlar de tècniques del virus per eludir el sistema immunitari. Però quan un individu s'ha contaminat ja no serà capaç d'eliminar totalment la infecció. Això és perquè tota infecció primària d'herpesvirus boví de tipus 1 ve seguida d'una infecció latent de per vida. I són les múltiples estratègies d'evasió que mostra les que l'ajuden a establir aquesta infecció persistent.
Les estratègies que presenta són diverses. Hi ha dades que mostren que una de les proteïnes d'expressió ràpida d'aquest virus (concretament la BICP0) inhibeix la transcripció d'interferó de tipus I per la degradació del factor regulador 3 d'interferó (IRF3), que és una proteïna que n'assegura la transcripció. Per eludir els factors solubles de la resposta immunitària innata, s'ha observat que és capaç d'utilitzar un mecanisme d'interacció on intervé la glicoproteïna gC, la qual actua sobre el tercer component del sistema del complement, clau per a l'activació d'aquest. Una altra interacció emprada per evitar la immunitat és la de gG (tant la forma soluble com l'ancorada a l'embolcall) amb quimiocines. També s'ha demostrat que per reduir la detecció, per part de limfòcits T, de cèl·lules infectades, el BHV-1 pot reduir a la baixa la presentació d'antigens per al complex d'histocompatibilitat principal de classe I (MHC de classe I). Hi ha dos elements diferents responsables d'aquesta regulació descendent. Una és la proteïna UL49.5, la qual inhibeix el transport associat al processament d'antigens (TAP), tot i formar-se el complexos amb glicoproteïna M. I l'altra, la proteïna vhs (virion host shutoff, codificada per UL41). Ambdues actuen en aquest mecanisme de reducció de la presentació antigènica. Tot i això, no són capaces d'evitar completament la detecció de les cèl·lules infectades pel sistema immunitari. Fins i tot, es pot escapar a través de ponts intercel·lulars i de les branques nervioses.

## Diagnòstic
El diagnòstic del BHV-1 es duu a terme comprovant al sèrum de l'animal l'aparició d'anticossos específics per a aquest virus. En cas que es confirmi la presència d'aquests anticossos, es considerarà l'animal com a portador i es facilitarà l'excreció del virus, a excepció dels vedells, que poden adquirir els anticossos a través del calostre, i dels ramats que han estat vacunats.
Per fer un diagnòstic correcte del BHV-1, és imprescindible detectar els antigens virals a les secrecions o òrgans, ja que la presència de l'antigen en aquests és una indicació que l'animal està excretant l'herpesvirus, senyal que no es pot saber només amb una mostra de sang.

### Proves serològiques
Les proves serològiques que més s'utilitzen per diagnosticar la malaltia produïda per l'HBV-1 són:

#### Hemoaglutinació
Concretament, s'utilitza l'hemoaglutinació passiva (HAP). Presenta alguns avantatges importants com, per exemple, que no requereix la utilització de cultius cel·lulars i és un prova que es pot realitzar d'una manera ràpida. Per una altra banda, és convenient complementar-la amb altres tècniques, ja que presenta una baixa especificitat i sensibilitat.

#### Immunofluorescència
Prova molt utilitzada, ja que presenta un avantatge molt important. No necessita caracterització viral, fet que permet que es pugui realitzar el diagnòstic d'una manera ràpida. Per contra, presenta l'inconvenient de tenir una sensibilitat molt baixa.

#### Radioimmunoassaig(RIA)
Es coneix també com a estudi amb enzims de restricció. S'utilitza molt gràcies a l'estabilitat que presenta en el genoma el BHV-1 en proves in vitro, en les cèl·lules hostes homòlogues o per latència. Contràriament, s'ha vist que si es fa una prova in vivo amb una soca vacunal d'HBV, sí que s'observen canvis en el genoma. És una prova molt sensible, però té problemes com la perillositat, per la qual cosa s'han de seguir protocols determinats.

#### Seroneutralització
És la prova més utilitzada per la detecció d'antígens específics al BHV-1. Es basa a detectar anticossos de BHV-1 al sèrum (això és possible a partir dels 8-12 dies de la infecció), però té l'inconvenient que es triga a obtenir els resultats.

#### ELISA
Aquesta tècnica s'ha imposat ràpidament sobre la resta de les proves serològiques gràcies principalment que no requereix un cultiu cel·lular. La presència d'altres factors com la bona sensibilitat, la rapidesa que ofereix i ser econòmica també han influenciat en aquest fet. Hi ha diferents tipus d'ELISA: l'indirecte, que és el que s'acostuma a utilitzar més; de bloqueig característic per ser molt sensible (pot diferenciar entre infectats i immunitzats amb una soca mutant gC); competitiu i, “sandwich”. És fonamental que aquesta tècnica es vagi estandarditzant, tot i que es disposen de kits comercials ja estandarditzats amb diferents sensibilitats entre ells.
Altres tècniques com la immunodifusió en gel d'agar, la fixació del complement i la contraimmunoelectroforesi també es poden utilitzar per diagnosticar la malaltia tot i que no presenten una gran sensibilitat.

### Identificació
Les tècniques que permeten la identificació de l'agent infecciós són principalment l'aïllament viral, les proves immunohistoquímiques com la immunofluorescència directa o primària (IFD) i la immunoperoxidasa directa (IPD), i l'ELISA. Aquestes proves tenen en comú que se centren a detectar l'antigen viral. També es pot emprar la hibridació d'àcids nucleics, la qual és molt específica i sensible.

#### Aïllament viral
És una tècnica que requereix diversos cultius cel·lulars in vitro d'origen boví. Si hi ha presència del BHV-1, al cap de 2-4 dies es pot apreciar un efecte citopàtic a la monocapa, identificable mitjançant seroneutralització o anticossos monoclonals. Aquest procés de diagnòstic és considerat un mètode molt útil per poder identificar el BHV-1, però té alguns inconvenients com que es pot trigar fins a 3 setmanes per obtenir els resultats, a més, que aquests poden ser variables. També s'ha de dir que es necessita un mínim de partícules infeccioses viables. És important tenir en compte que hi poden haver teixits amb enzims que, amb un efecte inhibitori viral, dificultin l'aïllament del virus.

#### Detecció de l'antigen viral
La detecció de l'antigen viral és un mètode alternatiu per a la identificació viral en secrecions i teixits, a través de la demostració directa de l'antigen de BHV-1 en cèl·lules que estan al voltant de l'efecte citopàtic per proves immunohistoquímiques com la IFD o IPD amb un antisèrum monoespecífic o anticòs monoclonal conjugats. Aquestes dues proves han demostrat ser més sensibles que altres tècniques més convencionals com podria ser l'aïllament viral, alhora que permeten un ràpid diagnòstic, ja que no necessiten cultius cel·lulars.
És important destacar que la IPD, al contrari que la IFD, no necessita un microscopi fluorescent ni tampoc desapareix la coloració després de l'examen. La seva interpretació no és tan subjectva com ho pot ser la IFD gràcies al fet que té menys coloració de fons i es pot utilitzar amb teixits que han estat tractats amb parafina.
L'ELISA és una altra tècnica per a la detecció directa i ràpida de l'antigen que pot unir-se a anticossos tant monoclonals com policlonals en fase sòlida.
Aquestes tècniques són ràpides en el diagnòstic, ja que poden ser realitzades en un període d'un dia i no requereixen cultius cel·lulars ni de posterior caracterització viral. Però, per contra, tenen menys sensibilitat en la detecció directa d'antígens, comparades amb l'aïllament viral (millorat amb l'ús d'anticossos monoclonals).

#### Detecció de l'ADN viral
Les tècniques de detecció d' ADN del BHV-1 s'han desenvolupat en secrecions nasals, ganglis i en semen, ja que han incrementat la sensibilitat del diagnòstic (fins a la determinació de picograms d'àcid nucleic).
La hibridació d'àcid nucleic pot ser en forma de dot o in situ. Un ADN amb una seqüència de bases específica pot identificar-se mitjançant la tècnica “Southern blotting”. Per altra banda, la hibridació in situ s'utilitza amb talls de teixit per detectar l'ADN del BHV-1 en ganglis. La hibridació és una prova molt específica i altament sensible.
Les proves d'hibridació sovint disminueixen el temps necessari per identificar organismes infecciosos, però requereixen l'ús de sondes que les fan més cares que les proves tradicionals, un maneig de l'ADN amplificat i, a més, la interpretació dels resultats pot ser subjectiva. Per tant, no es consideren adequades per a la pràctica habitual als laboratoris de diagnòstic.
Una altra tècnica diagnòstica utilitzada és l'estudi amb enzims de restricció del BHV-1 per l'estabilitat dels genomes.
Per altra banda, cal destacar la tècnica de la PCR també utilitzada, ja que és un mètode ràpid, in vitro, capaç d'amplificar de forma enzimàtica un segment específic d' ADN.
PCR
A la tècnica de la PCR amplifiquem de manera enzimàtica un segment específic d'ADN fins a 6 kb en cents de milers i milions de vegades.
Els avantatges d'utilitzar aquesta tècnica per diagnosticar el BHV-1 són, en primer lloc, que és ràpida (resultats en poques hores), reproduïble, menys laboriosa i més econòmica. Per altra banda, pot ser utilitzada en una àmplia varietat de mostres com teixits, secrecions i materials de cultiu de teixits que contenen partícules viables i no viables.
Diverses PCR han estat realitzades a partir de mostres de semen infectat artificial o naturalment, exsudat nasal, gangli sensorial infectat latentment o a partir de les tonsil·les en alguns casos.
Per al diagnòstic de BHV-1 s'han descrit diferents tipus de PCR dirigits a reconèixer, mitjançant primers, els gens dianes en el genoma viral, principalment els gens de les glicoproteïnes gB,gC,gD,gE i la regió genètica codificant de la tk (timidina quinasa).
Finalment, s'ha observat que aquesta tècnica pot ser tan sensible com l'aïllament viral, i és una alternativa per a la detecció ràpida del BHV-1.

## Tractament
El tractament es basa en drogues antivirals però moltes d'elles resulten efectives in vitro, però no ho són a dosis atòxiques in vivo. També s'utilitzen els antibiòtics d'ampli espectre per controlar complicacions bacterianes i/o fúngiques en la rinotraqueitis. En altres casos, com en IPV/IPB, s'apliquen localment antisèptics o ungüents de penicil·lina-estreptomicina.

## Control

### Vacunació
La vacunació contra BHV-1 té com a objectiu protegir individualment la immunitat de l'animal i del ramat, sobretot davant la circulació i la incidència de la malaltia. Les administracions són majoritàriament intranasals, però també pot ser intramusculars.

#### Vacunes convencionals
A Espanya, algunes comunitats autònomes com Astúries i Galícia han prohibit l'ús de vacunes convencionals en reproductores, i, a Europa, països com Dinamarca, Suècia, Finlàndia, Noruega i Àustria, també. Això és degut als desavantatges com la reversió de virulència, la conservació o la impossibilitat de diferenciar infectats de vacunats.
- Vacunes atenuades

És necessària una dosi i posteriorment es realitzen revacunacions anuals. A nivell de protecció individual, produeixen major resposta immunitària cel·lular que les inactivades
- Vacunes inactivades

Són necessàries 2 immunitzacions o dosis separades per a un interval de 3-4 setmanes. Normalment, s'afegeixen adjuvants per augmentar el seu efecte, però poden conduir a reaccions adverses. La vacuna inclou tots els components del virus, però la inactivació pot malmetre epítops clau.
Són més segures que les atenuades, ja que el virus no es replica, no produeix infecció latent i no es recombina amb les altres soques

#### Vacunes marcades
Les vacunes marcades es consideren vacunes DIVA (diferenciadores entre animals infectats i vacunats, en anglès) i afavoreixen el control de la infecció en els ramats.
Aquestes vacunes de nova generació són eficaces a l'hora de disminuir la seroconversió de gE, sobretot en la seva repetida vacunació (segons el protocol) en vaques lleteres i, conseqüentment, en la reducció de la prevalença en el ramat. A més, són la principal opció en la majoria de països de la Unió Europea.
El primer desavantatge d'aquestes vacunes són que la sensibilitat d'ELISA per IgE està al voltant del 70% (hi podria haver un 30% de falsos negatius). El segon desavantatge d'aquesta prova és a la pobra resposta immunitària contra BHV-1 gE. Com a conseqüència, el temps per detectar anticossos IgE pot retardar fins a 42 dies.
- Vacunes de deleció

En les vacunes de deleció s'ha suprimit la porció del genoma de la soca vacunal que codifica la glicoproteïna de l'embolcall víric IgE. Per això, els animals vacunats desenvolupen una resposta immunitària contra tots els antígens, excepte contra la glicoproteïna gE. Aquest fet permet distingir els vedells vacunats (gE negatius) dels que han estat infectats naturalment (gE positius) mitjançant la prova serològica ELISA.
Les vacunes marcades de deleció poden ser vives atenuades o inactivades. Les vacunes vives atenuades marcades són més eficaces que les inactivades en la reducció de la circulació del virus i erradicació de la infecció en els ramats, ja que produeixen una major resposta cel·lular induïda. No obstant això, les vacunes vies atenuades marcades no s'han d'administrar via parenteral en vaques gestants ni en el mes anterior a la inseminació.
- Vacunes de subunitats

Les vacunes de subunitats són extractes purificats de glicoproteïnes de l'embolcall víric (gB, gC, gD). La gD és la que obté els títols d'anticossos més alts i més protecció quan estan formulades amb adjuvants efectius.
- Altres

Les immunitzacions anti-idiotip (anti-Id o Ab2) han resultat amb una lleugera reducció dels signes clínics en vedells i produeixen anticossos neutralitzants per l'BHV-1.
També s'ha estudiat l'ús de vectors vírics per glicoproteïnes del BHV-1 com el vaccinia amb gB i gC, l'Adenovirus Boví de tipus 3 expressant gD, l'adenovirus humà 3 o 5 expressant gC o gD i el virus de la malaltia de Newcastle amb gD, però s'han obtigut proteccions parcials.
A més, existeixen vacunes d'ADN per BHV-1 i donen resultat en la presentació d'antígens en MHC I i II. Es poden administrar per diferents vies com gB,gC,gD individualment, amb ubiquitina, combinades, entre d'altres. A nivell veterinari hi ha un desavantatge a nivell de l'administració, ja que no és pràctic utilitzar una pistola gènica.

### Situació de BHV-1 a Europa
En els últims anys, alguns països europeus han iniciat programes de control d'IBR per erradicar la malaltia. Aquests programes han tingut èxit a Finlàndia, Suècia, Àustria, Dinamarca, Suïssa i en zones del nord d'Itàlia com el Tirol del Sud.
Només es permet la importació d'animals lliures d'aquesta malaltia en aquests països. Els altres països o regions tenen un Programa de Control aprovat oficialment per la UE. Països com Espanya, amb una elevada prevalença i que no tenen regions lliures d'infecció, presenten limitacions comercials. Està prohibida la comercialització de semen, òvuls i embrions de ramats seropositius, i el transport d'animals vius infectats als països o regions que hagin estat declarats lliures o que tinguin un programa de control i erradicació aprovat, a no ser que compleixen unes mesures sanitàries específiques.
S'han pres diferents mesures per controlar aquesta malaltia. En els casos de Bèlgica, Holanda i Alemanya utilitzen vacunes marcades. Dinamarca, Finlàndia i Suècia, on la prevalença és baixa, s'ha optat per programes d'identificació i sacrifici dels individus seropositius. Espanya, igual que Grècia, Regne Unit i Irlanda no han aplicat cap mesura de lluita.
Tot i així, cal destacar, que en algunes comunitats autònomes com Astúries, Galícia, Cantàbria i Castilla i Lleó, en explotacions de bestiar boví intergrades en “Agrupaciones de Defensa Sanitaria Ganadera (ADSG)” s'han establert programes de prevenció i control.